# Hippotion crossei
Hippotion crossei är en fjärilsart som beskrevs av Rothschild och Jordan 1896. Hippotion crossei ingår i släktet Hippotion och familjen svärmare. Inga underarter finns listade i Catalogue of Life.